# گیش گالوپ
گالوپ گیش گیش گالوپ (انگلیسی: Gish gallop) ‎/ˈɡɪʃ ˈɡæləp/‎ یک تکنیک بلاغی است که در آن یک فرد در مناظره سعی می‌کند با ارائه تعداد زیادی استدلال بدون توجه به صحت یا قدرت آن استدلال‌ها بر مخالف خود غلبه کند. در اصل، اولویت بندی کمیت استدلال‌های فرد به قیمت کیفیت استدلال‌های گفته شده‌است. این اصطلاح در سال ۱۹۹۴ توسط انسان‌شناس یوگنی اسکات ابداع شد که نام آن را به نام دوئن گیش آفرینشگر آمریکایی گذاشت و استدلال کرد که گیش به‌طور مکرر از این تکنیک برای به چالش کشیدن واقعیت علمی تکامل استفاده می‌کند. این روش مشابه روش بحث دیگری به نام گسترش است، که در آن یک نفر با سرعت بسیار زیاد صحبت می‌کند و سعی می‌کند باعث شود که طرف مقابل خود به همه استدلال‌های مطرح شده پاسخ ندهد.
در طول یک گالوپ گیش، یک مناظره کننده در یک بازه زمانی کوتاه، مخالف را با مجموعه ای سریع از بسیاری از استدلال‌های واهی، نیمه حقیقی، اظهارات نادرست، و دروغ‌های آشکار روبرو می‌کند، که باعث می‌شود حریف نتواند همه آنها را در یک قالب رد کند. این تکنیک زمان حریف را تلف می‌کند و ممکن است برای مخاطبی که با این تکنیک آشنا نیست، توانایی مناظرهٔ حریف را دچار تردید کند، به‌ویژه اگر حقیقت‌سنجی مستقلی در کار نباشد یا اگر مخاطب دانش محدودی از موضوعات داشته باشد.
به‌طور کلی، استفاده از گالوپ گیش در یک بحث ساختاریافته دشوارتر از یک بحث آزاد است. اگر یک مناظره کننده با حریفی که شناخته شده‌است از گالوپ گیش استفاده می‌کند آشنا باشد، این تکنیک ممکن است با پیش گرفتن و رد استدلال‌های رایج مورد استفاده حریف قبل از اینکه حریف فرصتی برای شروع به گالوپ گیش داشته باشد، مقابله شود.